# Pelgrimsroute naar Santiago de Compostella

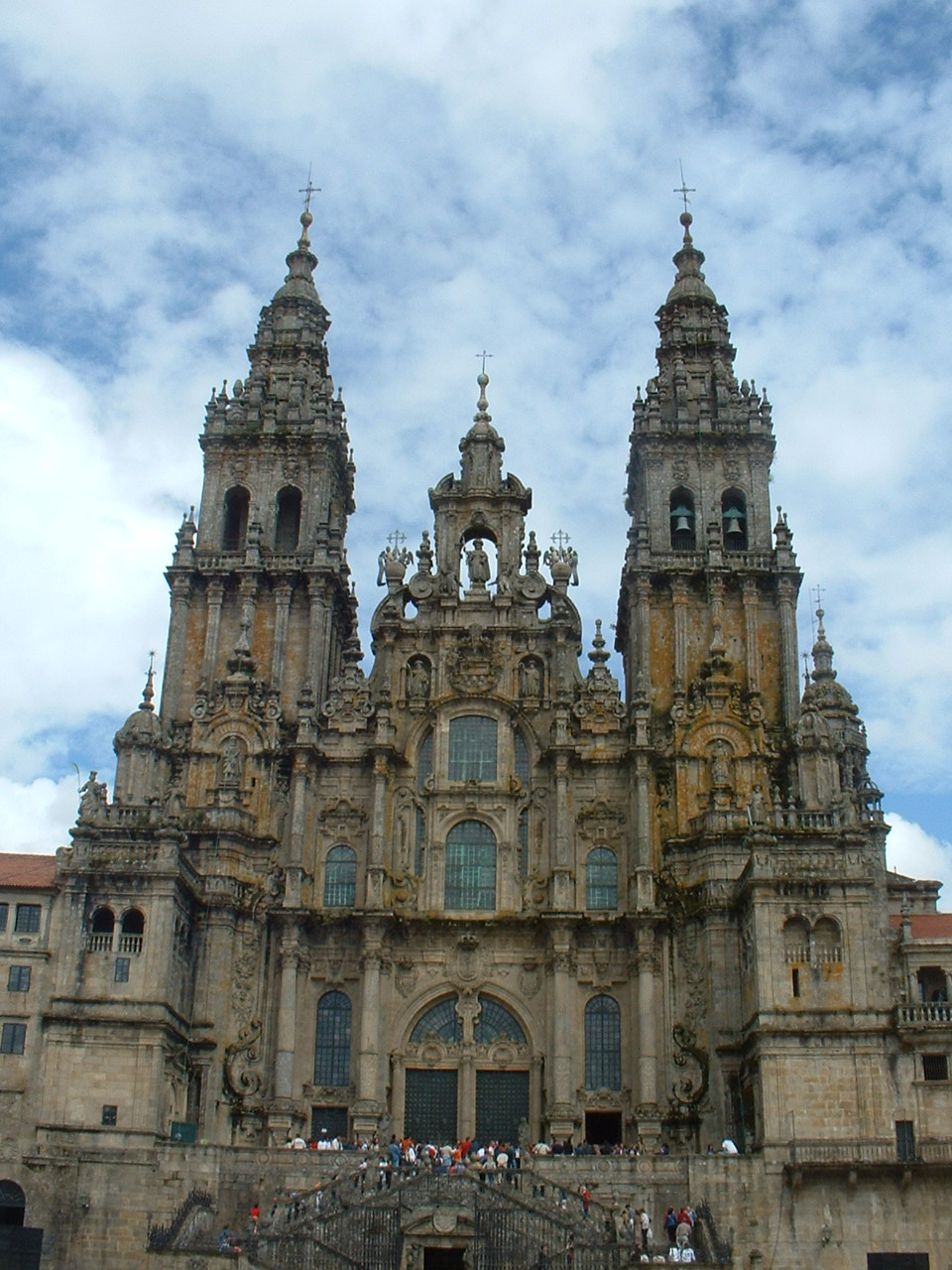
Kathedraal van Santiago de Compostella, eindpunt van de pelgrimsroute

De pelgrimsroute naar Santiago de Compostella (ook wel Sint Jacobsroute of Jacobsweg genoemd) (Spaans: Camino de Santiago; Galicisch: Camiño de Santiago) is de bedevaart naar het graf van de apostel Jakobus in Santiago de Compostella in Spanje. De belangrijkste route (hoofdroute) door Spanje was de Camino francés, die de voortzetting was van meerdere trajecten komend uit Frankrijk. De Camino francés was de middeleeuwse verkeersas die in Noord-Spanje loopt van de Pyreneeën naar het graf van Jakobus. Deze route loopt langs de steden Pamplona, Estella, Logroño, Burgos, León, Astorga en Ponferrada. Er zijn ook enige andere secundaire routes van de Pyreneeën naar Santiago. Vanaf alle andere Europese landen lopen eveneens Jacobswegen naar Frankrijk en Spanje (met uitzondering van de Portugese route die uiteraard Frankrijk niet aandoet). De Jacobswegen vormen dus een netwerk van wandelroutes, met Santiago de Compostella als excentrische spin.

## Geschiedenis
De Camino francés in zijn huidige loop is in de eerste helft van de 11e eeuw ontstaan; er wordt echter aangenomen dat de route al veel ouder is. Al voor Christus was Finisterre het eindpunt van een heidense tocht. De klif, 90 kilometer westelijk van Santiago, is door de Romeinen Finisterrae gedoopt, wat 'einde van de wereld' betekent. De traditie van de bedevaart naar Compostella gaat terug naar de tijd van Karel de Grote, nadat daar in 814 volgens de legende het graf van St.Jacob gevonden werd.
Santiago de Compostella kon in de elfde eeuw niet alleen zo'n belangrijke bedevaartsplaats worden vanwege de wonderbaarlijke verhalen over de apostel Jakobus, maar ook omdat de Abdij van Cluny in de elfde eeuw de godsvredebeweging ging stimuleren die erop gericht was in West-Europa een grotere veiligheid te bewerkstelligen. Deze eerste kerkelijke vredesbeweging stimuleerde niet alleen giften aan kerken en kloosters, maar ook de bedevaarten naar Santiago en daarmee de opkomst van de Romaanse kunst langs de pelgrimswegen. Tot in Spanje is daardoor de invloed van de architectuur van Cluny merkbaar. De betekenis van Cluny en de pelgrimages naar Santiago voor de reconquista tegen het islamitische Marokkaanse rijk in Zuid-Spanje is overigens beperkt. Verhalen over de heilige Jakobus en de strijd tegen de Moren dateren op zijn vroegst uit het einde van de elfde eeuw, toen de grote trek al op gang gekomen was. De enkele afbeeldingen van Matamoros (de Morendoder), zoals te zien zijn in de kathedraal van Burgos dateren zelfs pas uit de 16e en 17e eeuw.
De pelgrimshandleiding in het vijfde boek van de Codex Calixtinus uit de 12e eeuw noemt voor Frankrijk vier verschillende pelgrimsroutes. Deze beginnen respectievelijk in Tours, Vézelay, Le Puy en Saint-Gilles-du-Gard, bij Arles. De eerste drie komen samen in Saint-Jean-Pied-de-Port in de Franse Pyreneeën, de route vanuit Arles komt via de Col du Somport Spanje binnen, loopt via Jaca en komt bij Puente la Reina bij de andere routes vanuit Frankrijk.
Sinds 1993 is het Spaanse deel van de pelgrimsroute in de werelderfgoedlijst van UNESCO opgenomen. De Franse routes maken sinds 1998 deel uit van deze lijst. De camino is ook een Europese Culturele Route van de Raad van Europa.

## Beweegredenen
Van oudsher hebben bedevaarten, naar welk bedevaartsoord ook, een religieus karakter: pelgrims reisden daarnaartoe ten einde daar aanwezige relikwieën te vereren. Ook ondernam men een bedevaart ter uitvoering van een aan God gedane belofte, of als van boetedoening. In de Middeleeuwen werden bedevaarten niet zelden als straf opgelegd door kerkelijke of zelfs wereldlijke rechtbanken.
Religieuze (of in elk geval levensbeschouwelijke) motieven spelen ook thans vaak een rol. Doch een aanmerkelijk deel van de pelgrims dat naar Santiago reist doet dit vanwege het cultuurhistorische erfgoed op de route, vanwege de fysieke uitdaging of om, vaak in samenhang met ontwikkelingen in het eigen leven, geruime tijd in een geheel andere omgeving te verkeren.
Vanouds was er geen voorschrift hoe men moest reizen. De meeste pelgrims gingen te voet, sommige hadden een paard. Vaak moest de reis onderbroken worden om werk te zoeken om in het levensonderhoud te voorzien. Na aankomst in Santiago wilde men natuurlijk weer terugreizen.
Met de moderne infrastructuur is de reis een stuk makkelijker geworden. Thans wordt er veel gefietst en zijn er veel verzorgingspunten en herbergen onderweg. Sommige pelgrims onderbreken de reis en gaan met het openbaar vervoer naar huis, met de bedoeling de reis later vanaf hetzelfde punt te hervatten. De terugreis wordt haast altijd met het openbaar vervoer afgelegd.

## Organisaties en ondersteuning
Voor pelgrims die de route naar Santiago de Compostela willen ondernemen, zijn er tegenwoordig tal van organisaties die ondersteuning bieden. Deze organisaties richten zich op verschillende aspecten van de pelgrimstocht, zoals het plannen van de route, het boeken van accommodaties, het vervoeren van bagage en het organiseren van groepsreizen. Daarnaast bieden sommige bedrijven arrangementen op maat, waarbij pelgrims kunnen kiezen voor begeleide tochten of volledig verzorgde reizen.
Enkele van deze organisaties opereren internationaal en hebben een breed scala aan diensten, variërend van eenvoudige wandelroutes tot uitgebreide pelgrimsarrangementen. 

## Route
De pelgrimsroute naar Santiago de Compostella (routebeschrijvingen) vertrekt vanuit heel Europa. Hieronder meer duiding per land.

### Frankrijk
Opsomming van pelgrimsroutes in Frankrijk naar Santiago de Compostella.

### Spanje

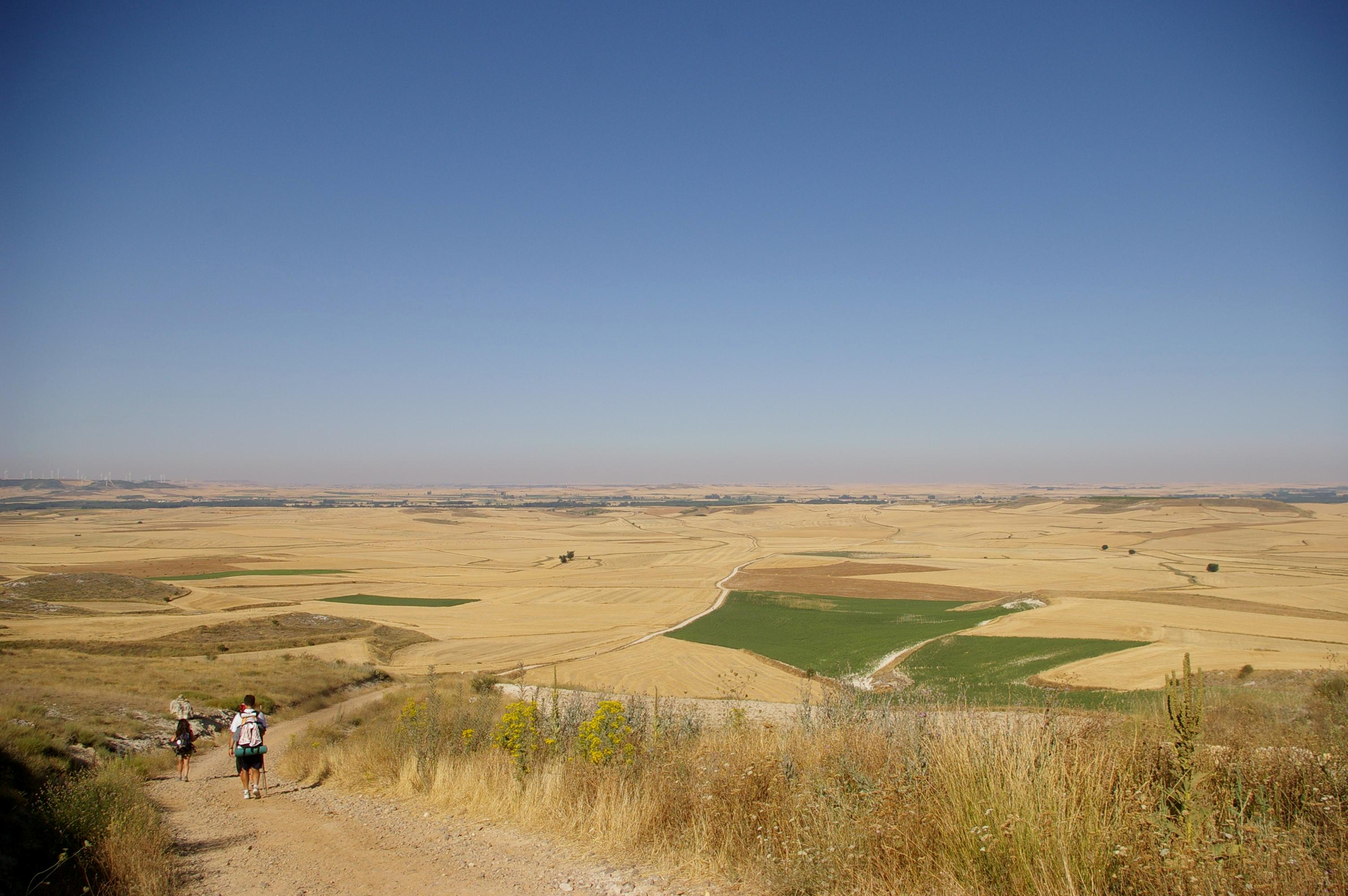
Pelgrims onderweg ten oosten van Castrojeriz

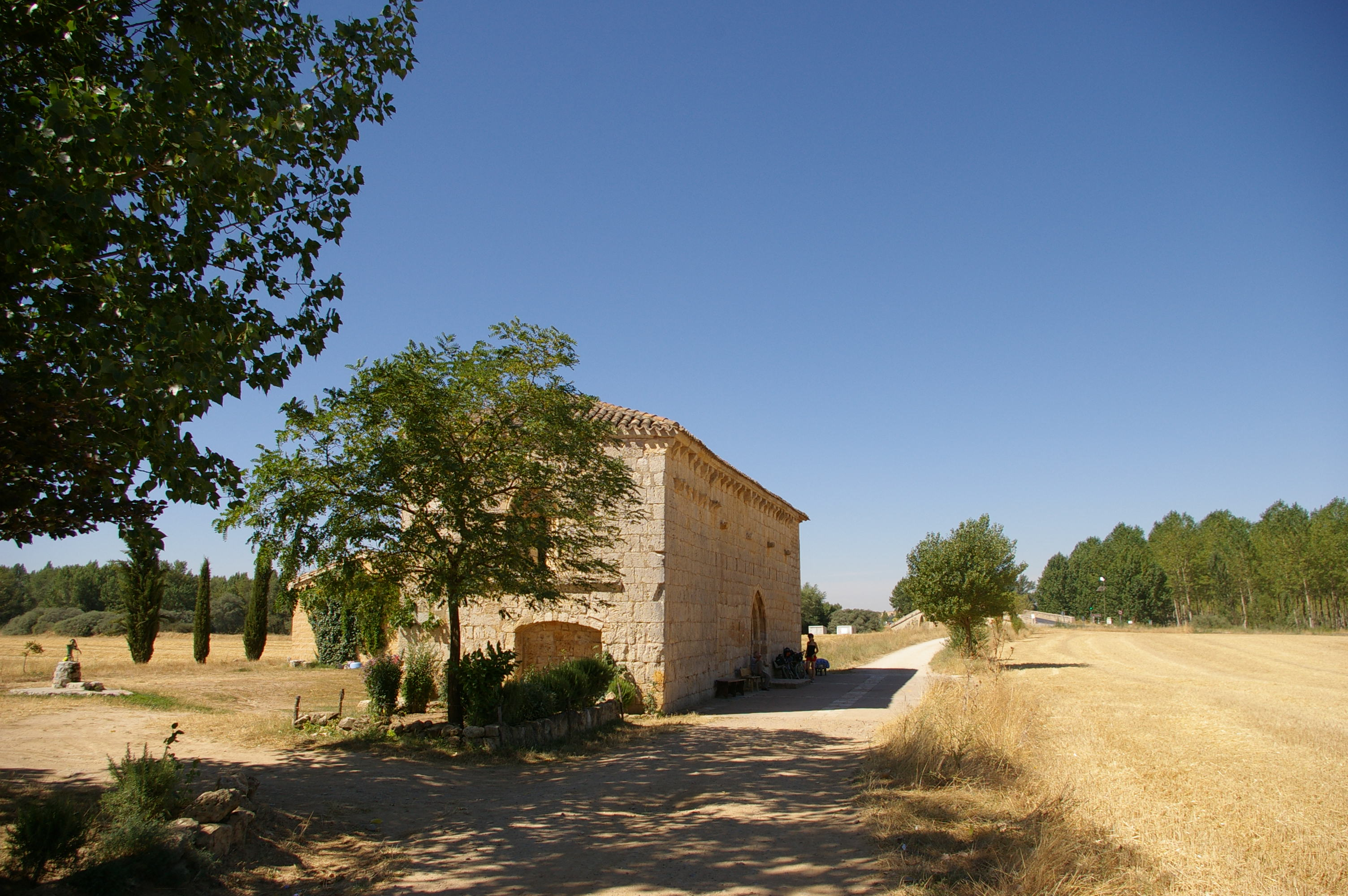
Refugio bij Itero del Castillo

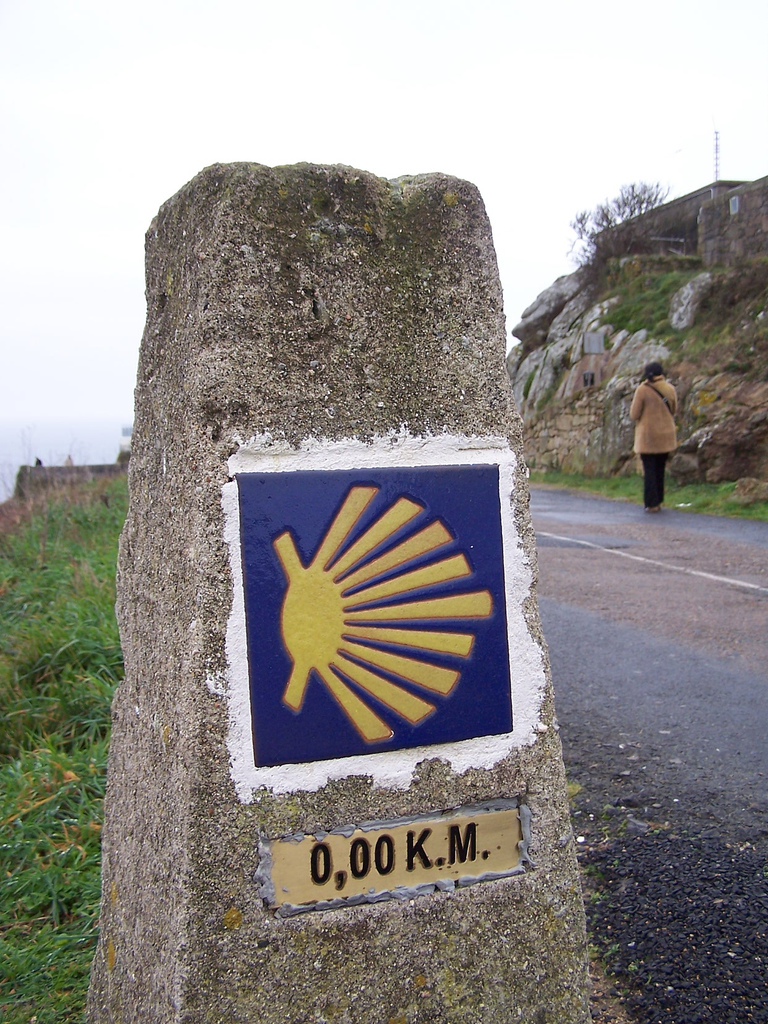
Eerste markering van route bij Kaap Finisterre

De route is in Spanje gemarkeerd met palen en borden met daarop een gestileerde sint-jakobsschelp op een blauwe ondergrond, en met gele geschilderde pijlen. (De markering is uitsluitend voor de heenreis aangebracht.) Er zijn vanuit Frankrijk twee routes door de Pyreneeën: over de Col du Somport ten noorden van Jaca, en van het Franse Saint-Jean-Pied-de-Port naar Roncesvalles. De laatste route werd (en wordt) het meest gebruikt vanwege de kleinere kans op sneeuwval. Bij Puente la Reina ten zuiden van Pamplona ontmoeten deze routes elkaar, waarna de hierboven genoemde steden worden aangedaan. De route loopt deels door het open veld, doch ook vaak langs soms drukke verkeerswegen.
Langs de route zijn op regelmatige afstanden sobere herbergen ingericht, waar reizigers kunnen overnachten en eten. De kosten van een overnachting bedragen (prijspeil 2021) circa 10 euro per nacht (op een slaapzaal), terwijl een maaltijd ("menú del peregrino") circa 15 euro kost. In veel gevallen heeft men slechts toegang op vertoon van een pelgrimspas ("Credencial del Peregrino"). Met behulp van deze kaart, die men onderweg kan laten afstempelen, kan bij aankomst in Santiago aangetoond worden dat men een voldoende afstand heeft afgelegd om een oorkonde te verkrijgen, de zogeheten "Compostela". Voor wandelaars is een afgelegde afstand van 100 kilometer vereist, voor fietsers 200 kilometer; indien men te paard reist 100 kilometer. Deze afstanden worden gerekend tot Santiago. Vele zogenaamde pelgrims leggen slechts de afstand van Sarria naar Santiago af, die zo'n 100 km bedraagt en daarom voldoet, om als pelgrim erkend te worden.
Er is tevens een route door Portugal en Spanje naar Santiago de Compostella, beginnend bij Kaap Finisterre.

## Alternatieve routes
Hoewel de hierboven beschreven route via Pamplona (de genoemde Camino francés) de bekendste en meest bereisde route is, bestaan er veel varianten op het Iberisch schiereiland:
- Camino del Norte: vanaf Irun langs de Atlantische kust van Spanje.
- Camino Primitivo: vanaf Oviedo
- Camino de la Plata: vanaf Sevilla
- Camino Portugués: vanaf Lissabon
- Camino desde Madrid: vanaf Madrid

## In de media
- 2008: Camino (2008), Spaanse speelfilm
- 2010: The Way (2010], Amerikaanse speelfilm
- 2015: Camino (2015), Amerikaanse speelfilm
- 2019: Camino (documentaire) van Martin de Vries: verslag van zijn voettocht van Le Puy-en-Velay in Frankrijk naar Santiago de Compostella.
- 2023: Camino (2023), Deense speelfilm
- In 2025 voltooide koning Filip zijn Camino, en woonde op Witte Donderdag de eucharistie in de kathedraal bij.[2]

## Afbeeldingen

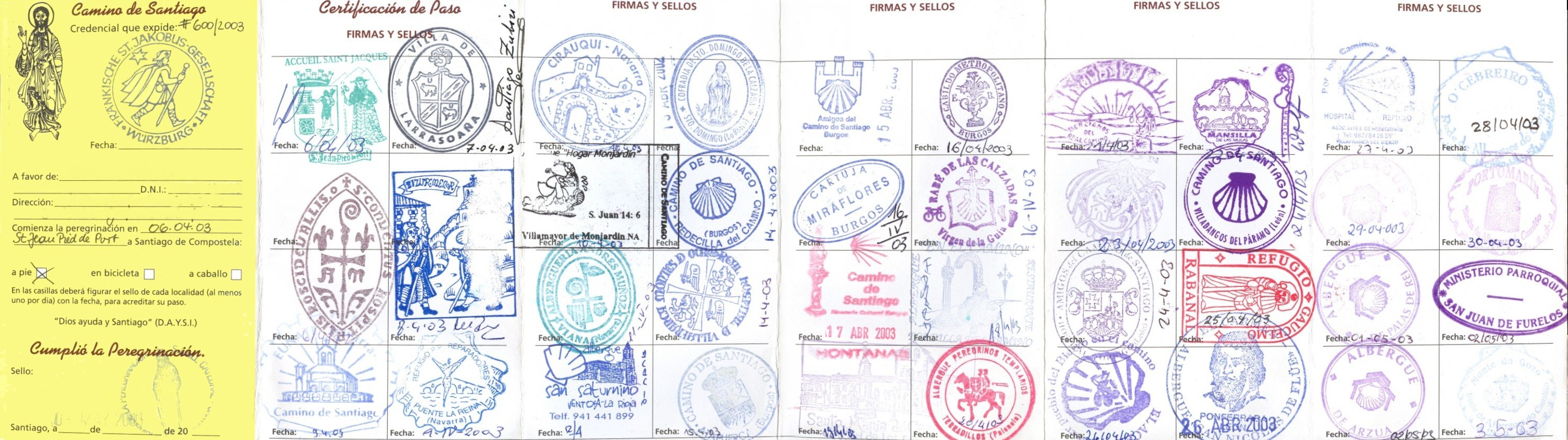
Credencial del Peregrino
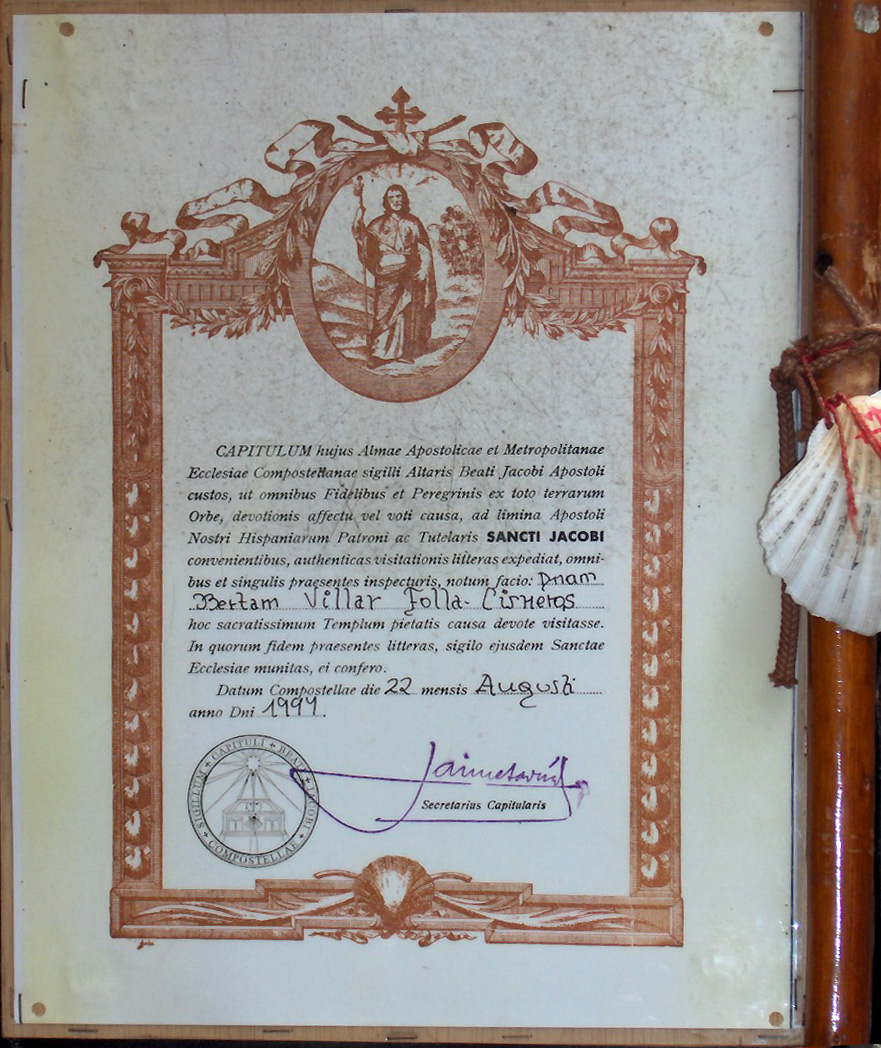
Certificaat
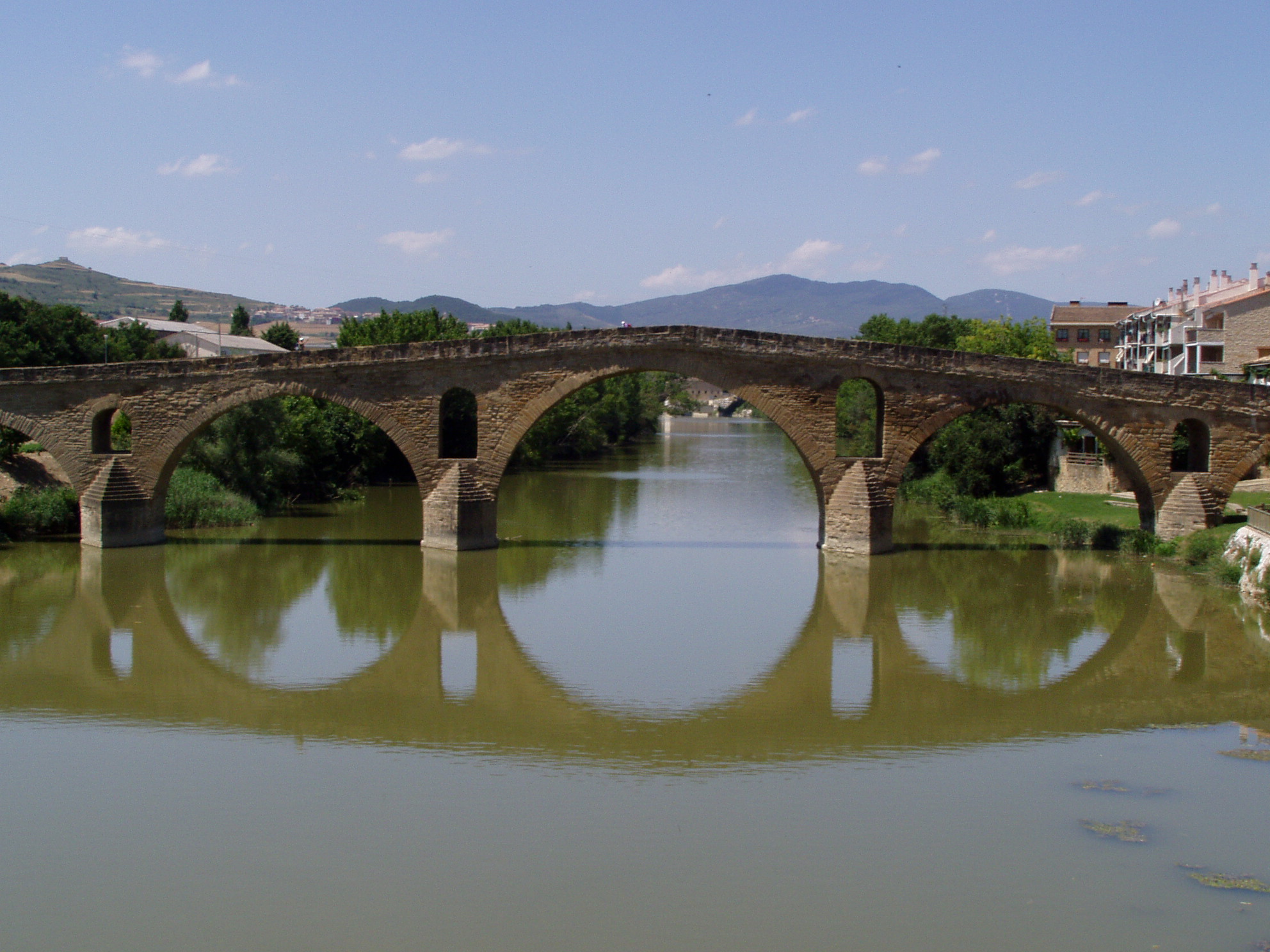
Brug in Puente la Reina
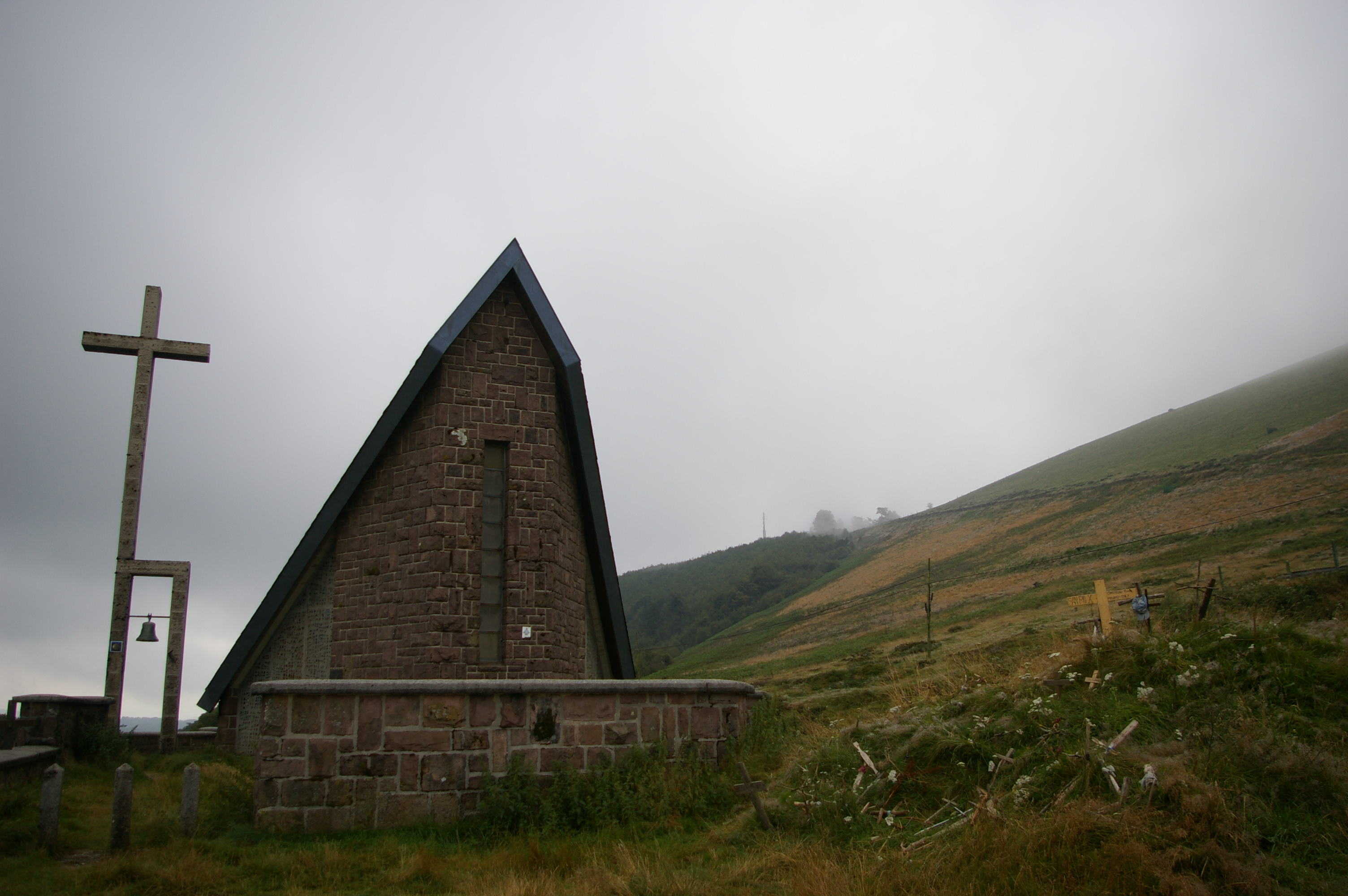
Kapel op de pashoogte tussen Saint-Jean-Pied-de-Port en Roncesvalles
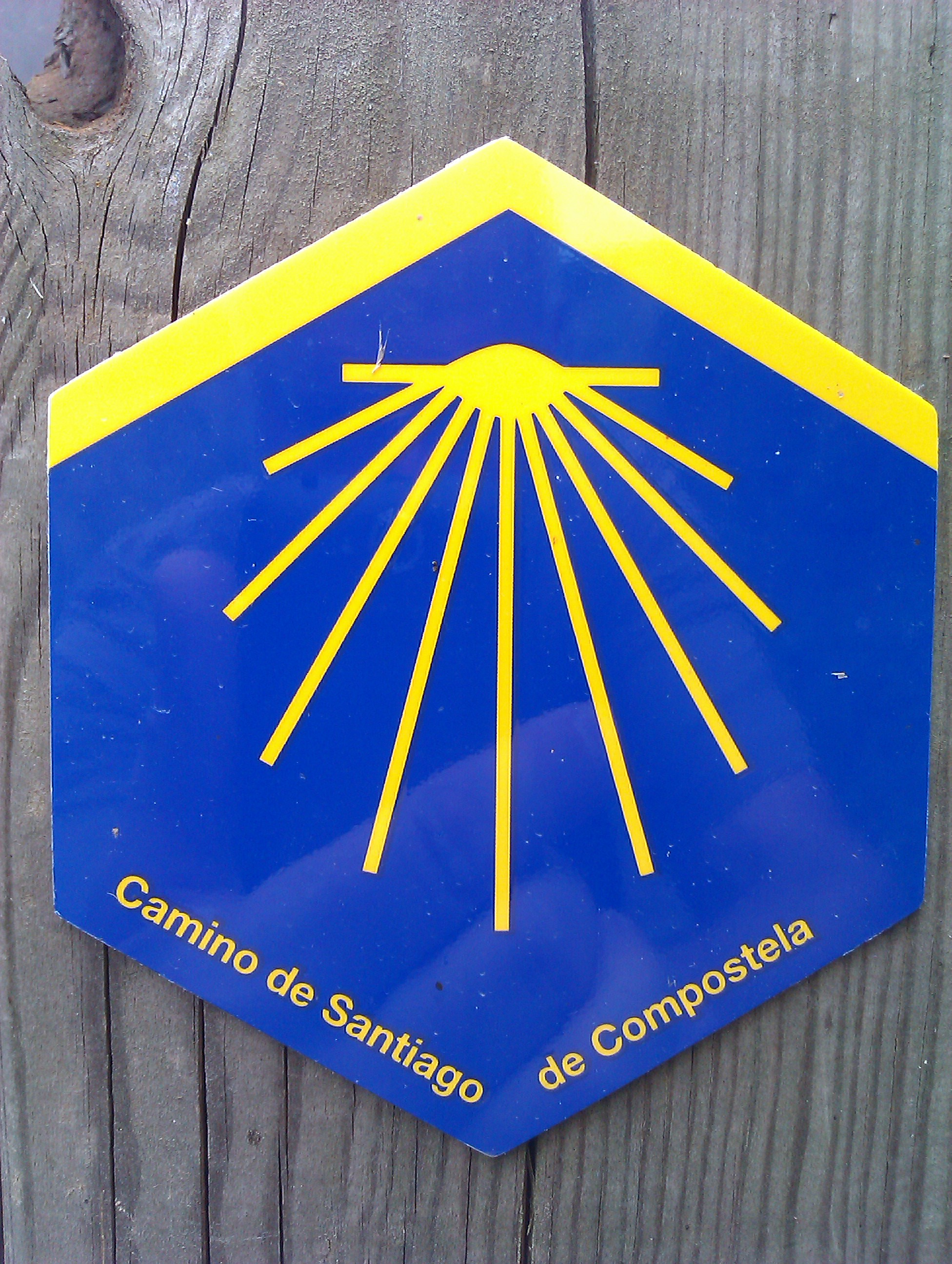
Vierves-sur-Viroin
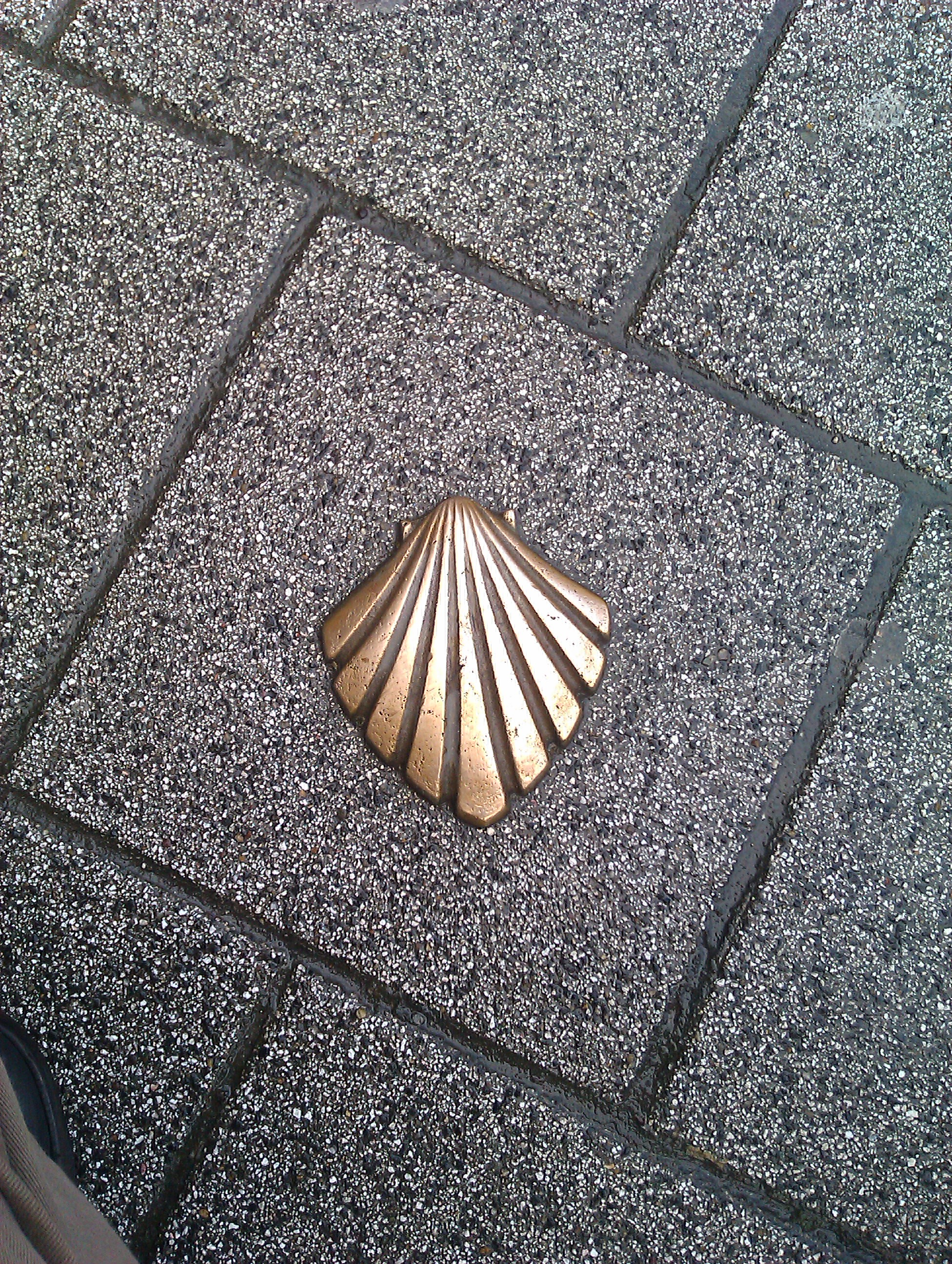
Brussel
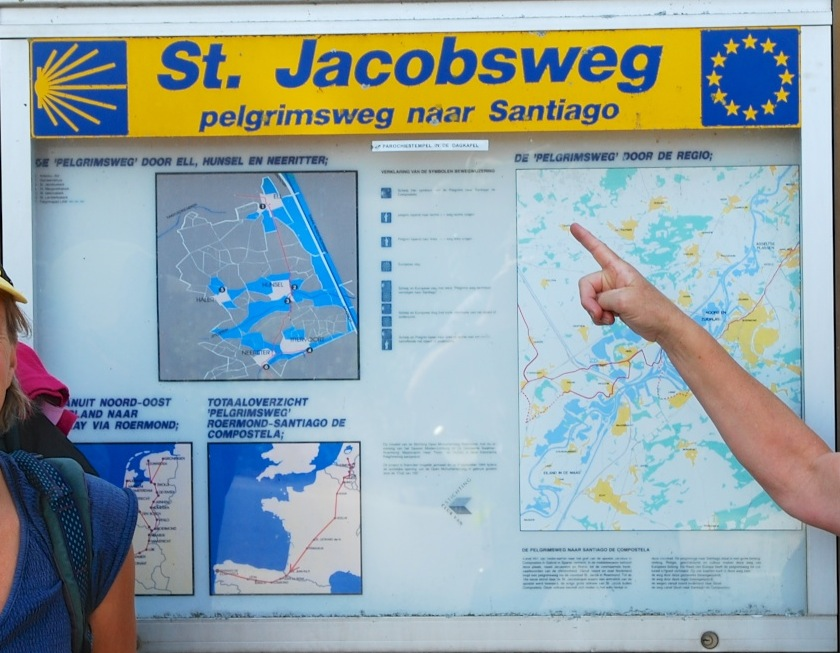
St. Jacobsweg in Thorn in Nederlands Limburg
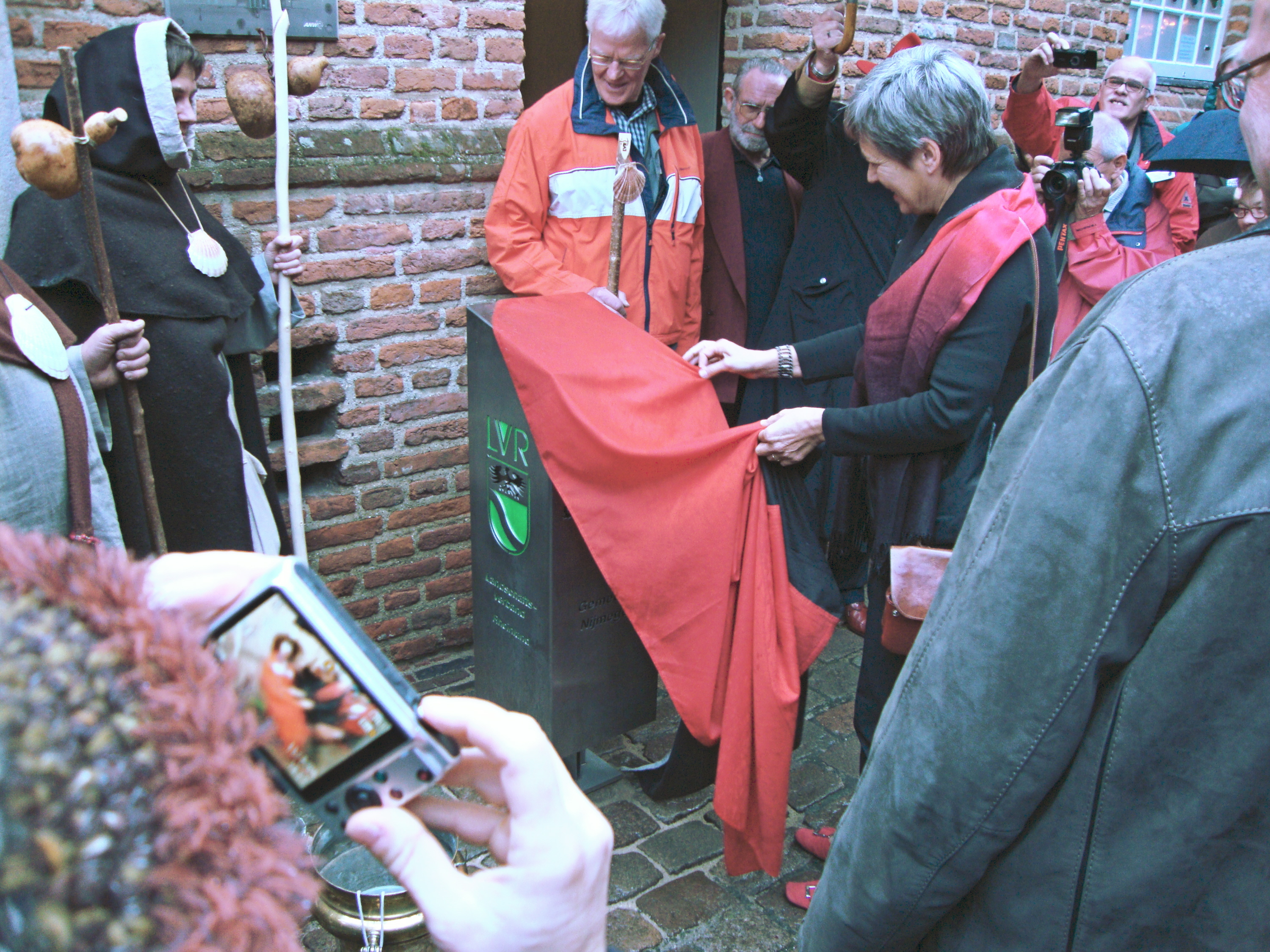
Onthulling van St.Jakobsstèle bij de St.Jakobskapel in Nijmegen 7 nov 2009